# Nadagara orbipuncta
Nadagara orbipuncta là một loài bướm đêm trong họ Geometridae.